# Дуда, Элеонора
Элеонора Ду́да (латыш. Eleonora Dūda; 17 февраля 1927 — 15 ноября 2007) — советская и латвийская актриса. Заслуженная артистка Латвийской ССР (1973).

## Биография
Элеонора Дуда родилась 17 февраля 1927 года в Риге в семье домовладельца Антона Дуды. Брат — актёр и тележурналист Антон Дуда-младший.
Окончила 3-ю Рижскую среднюю школу (1948) и театральный факультет Латвийской государственной консерватории им. Я. Витола (1952).
После окончания театрального факультета была зачислена в штат Драматического театра им. А. Упита, на сцене которого выступала до последних дней своей жизни.
Была замужем за известным латвийским аниматором и театральным режиссёром Арнолдом Буровсом.
Умерла 15 ноября 2007 года.

## Творчество

### Роли в театре

#### Национальный театр
- 1951 — «Месяц в деревне» И. С. Тургенева — Верочка
- 1953 — «Злой дух» Рудольфа Блауманиса — Иева
- 1954 — «Индраны» Рудольфа Блауманиса — Зельминя
- 1954 — «Голос и эхо» Андрея Упита — Расма
- 1954 — «Годы странствий» Алексея Арбузова — Люся
- 1955 — «Дни портных в Силмачах» Рудольфа Блауманиса — Ауце
- 1956 — «Чудак» Назыма Хикмета — Нихала
- 1958 — «Рига» по роману Аугуста Деглава — Марис
- 1960 — «Американская трагедия» по роману Теодора Драйзера
- 1963 — «Три товарища» по роману Эриха Мария Ремарка — Патриция
- 1963 — «Дом Бернарды Альбы» Федерико Гарсиа Лорки — Мартирио
- 1969 — «Дни портных в Силмачах» Рудольфа Блауманиса — Зара
- 1969 — «Трамвай Желание» Теннесси Уильямса — Стелла
- 1970 — «Пятиэтажный город» Вилиса Лациса — Лаума
- 1971 — «Бескрылые птицы» Вилиса Лациса — Лаума
- 1977 — «Тихо в камине ветер поёт» Хария Гулбиса — Бригитта
- 1981 — «Дойна» Иона Друцэ — Дойна
- 1985 — «За цветами, где семейные часы» Паула Путниньша — Мелита
- 1989 — «Венгерская Медея» Арпада Гёнца — Медея
- 1991 — «Священные чудовища» Жана Кокто — Шарлота
- 1994 — «Дни портных в Силмачах» Рудольфа Блауманиса — Бебене
- 1995 — «На золотом озере» Эрнеста Томпсона — Этель
- 1997 — «Дундевиньш» Яниса Юрканса — Анна
- 1998 — «Сорок карат» Джей Прессон Аллен — Мода Хейз
- 1999 — «Моя прекрасная леди» Фредерика Лоу — миссис Хиггинс
- 2007 — «Сенсация» Е. Вулфа (спектакль, посвящённый 80-летию актрисы)

## Признание и награды
- Заслуженная артистка Латвийской ССР (1973)